# イッディン・ダガン
イッディン・ダガン（アッカド語: 𒀭𒄿𒁷𒀭𒁕𒃶、Di-din-Dda-gan、Iddin-Dagan）は、古代メソポタミア、イシン第1王朝の3代目の王。
在位期間は低年代説によると紀元前1910年から紀元前1890年、中年代説によると紀元前1975年から紀元前1954年。イッディン・ダガンは父シュ・イリシュに先立たれた。イッディン・ダガンの後はイシュメ・ダガンが継いだ。シュメール王名表によるとイッディン・ダガンの統治期間は21年。イッディン・ダガンは神聖な結婚儀式を表現した、際どい賛美歌で知られている。

## 略歴
イッディン・ダガンは「強大な王 - イシンの王 - ウルの王 - シュメールとアッカドの国の王」という称号を持つ。
小麦粉と日付の領収書に記録された1年目の年名は「イッディン・ダガンの治世で、娘のMatum-Niatum（「私たちの所有する土地」）がアンシャンの王と結婚した。」と記載されている。Vallatは、印章の碑文の中でアンシャンの王として記述されているImazu（Kindattuの息子で、婿であり、おそらくShimashki地方（エラム）の王であったと思われる）へのものであることを示唆しているが、他の場所では未確認である。Kindattuは、イシュビ・エッラ（イシン第一王朝の創始者）によって、都市国家ウルから追い出された。しかし、Tan-Ruhurarter (ビララマ（エシュヌンナのエンシ（シュメール語で都市国家の支配者や王子を表す称号））の娘と結婚する第8代王)のために、その関係は十分に修復されていた。
現存するイッディン・ダガンの記念碑的な碑文は1つだけで、後の写しから知られている別の2つがある。石像の断片には、ニンサンとダムーを呼び寄せ、それに対して悪意を助長する者を呪うという奉納碑文がある。後に、ナンナ神のために作られた不特定の物体を記録した碑文の粘土石版の写し2枚が、イギリスの考古学者レオナルド・ウーリーによって、ウルの都市国家のscribalの学校で発見された。ラルサのグングヌム14年（1868 BC - 1841 BC）の日付が入った都市国家ウルのEnunmaḫからの石板には、グングヌムのウル征服後にグングヌムの僕の印鑑の印影がある。イッディン・ダガンがニンリルのために銅製の2体の祭像を制作したことが記された石版によると、祭像はそれより170年後にエンリル・バーニによってニップルに届けられた。ベル・レットルには、イッディン・ダガンから将軍Sîn-illatに宛てたKakkulātumと軍隊の状況についての書簡と、Martu（アムル人）による待ち伏せを記述した将軍からの書簡が保存されている。
この土地の繁栄は、イッディン・ダガンが Dumuzi-Ama-ušumgal-anaになりすまし、巫女がイナンナの代わりを務める神聖な結婚儀式を毎年行うことによって保証されていた。それを10のセクションに分けて記述した賛美歌であるsir-namursagaによると、この儀式には、音楽の伴奏に合わせて、男の娼婦、賢女、太鼓奏者、巫女、司祭が剣で血を流し、その後、女神イナンナ（ニネガラ）への供物や生け贄を捧げる行列が含まれていたと思われる。儀式は、この日のために特別に建てられた台を囲んで「黒髪の人々」が集まり、最高潮に達した王と巫女が、見物人と交配したとき、このように記述されている。
彼女は王のために股間を沐浴している。彼女はイッディン・ダガンのために股間を沐浴している。聖なるイナンナは石鹸で入浴し、床に芳香樹脂を振りかける。王は頭を高く上げて（彼女の）腰に近寄った。イッディン・ダガンは頭を高く上げて（彼女の）腰に近づいた。Ama-ušumgal-anaは彼女の横に横たわり、彼女の神聖な太ももを撫でる。"私の聖なる太もも！私の聖なるイナンナ！(と言う) 聖なるイナンナがベッドの上で聖なる太ももでイッディン・ダガンを喜ばせた後、彼女はベッドの上で彼と一緒にリラックス（?）イッディン・ダガン、あなたは最愛の人！"—šir-namursaḡa to Inanna for Iddin-Dagān、9th Kiruḡu
イッディン・ダガンに宛てた4つの賛美歌が現存しており、聖なる結婚讃美歌の他に、王への賛美の詩、戦争の歌、献上の祈りが含まれている。

## ギャラリー

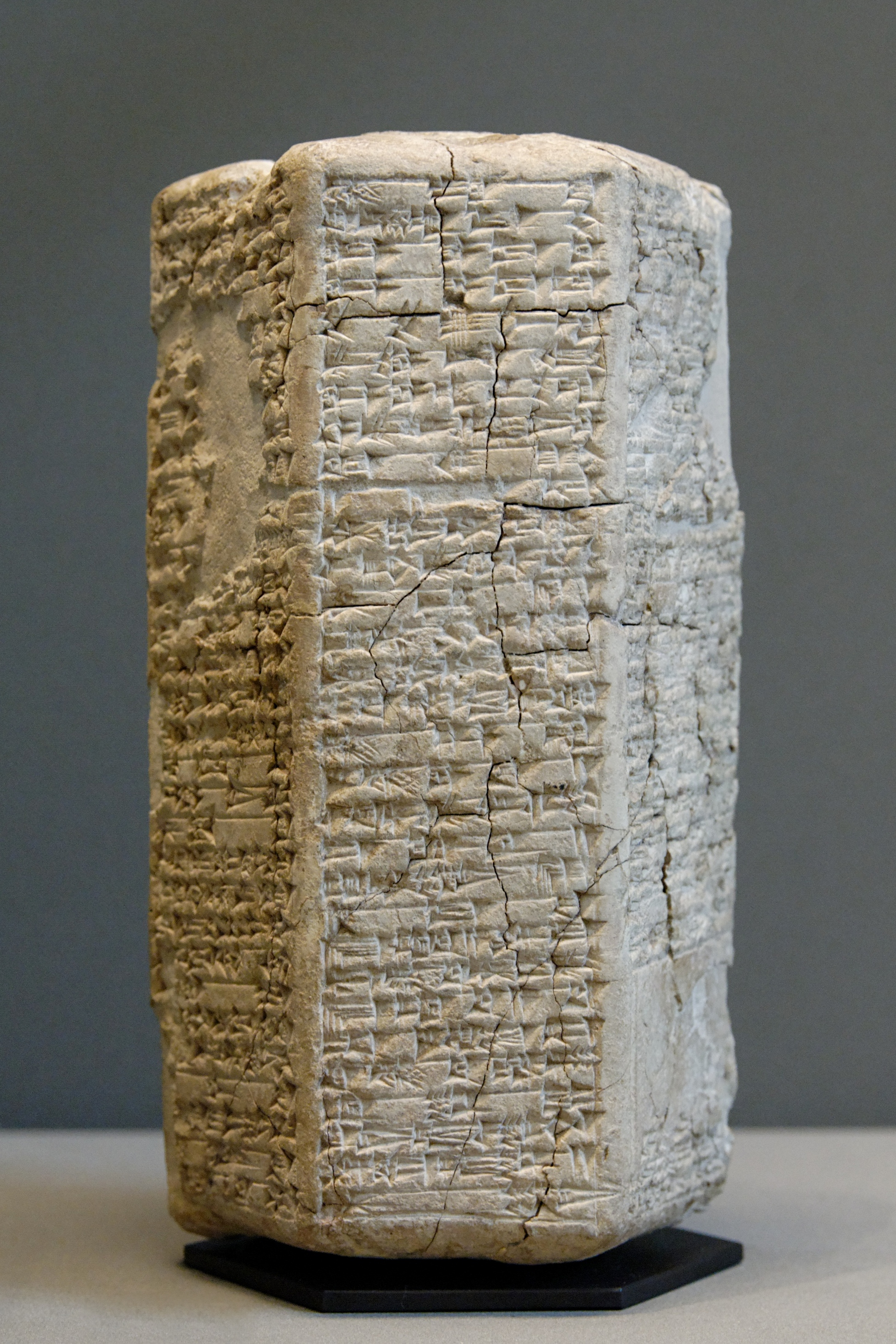
シュメールの王、イッディン・ダガンへの賛美の詩。粘土製の六角形のプリズムに刻まれた楔形文字 ルーヴル美術館[i 10] (紀元前1950年）